# سمندرهای بی‌پا
سمندران بی‌پا (Sirenidae) خانواده‌ای از سمندرهای آب‌زی هستند. سمندرهای بی‌پا دست‌های بسیار کوچکی دارند و پا ندارند. در یکی از گونه‌های آن، دست‌ها تنها از جنس غضروف هستند. برخلاف بیشتر دیگر سمندرها، سمندرهای بی‌پا آبشش‌های بیرونی دارند که کنار هم در گردن قرار گرفته‌اند.

سمندرهای بی‌پا را تنها می‌توان در جنوب ایالات متحده و شمال مکزیک یافت.